# Comuni d'Italia
I comuni d'Italia sono 7 896, al 22 gennaio 2024.

## Elenco alfabetico dei comuni
Di seguito si riporta l'elenco alfabetico dei comuni italiani:
- Comuni d'Italia (A)
- Comuni d'Italia (B)
- Comuni d'Italia (C)
- Comuni d'Italia (D)
- Comuni d'Italia (E)
- Comuni d'Italia (F)
- Comuni d'Italia (G)
- Comuni d'Italia (H-J)
- Comuni d'Italia (L)
- Comuni d'Italia (M)
- Comuni d'Italia (N)
- Comuni d'Italia (O)
- Comuni d'Italia (P)
- Comuni d'Italia (Q)
- Comuni d'Italia (R)
- Comuni d'Italia (S)
- Comuni d'Italia (T)
- Comuni d'Italia (U)
- Comuni d'Italia (V)
- Comuni d'Italia (Z)

## Elenco dei comuni per regione
Queste voci sono tabelle ordinabili per nome, provincia, superficie o numero di abitanti.
- Comuni dell'Abruzzo
- Comuni della Basilicata
- Comuni della Calabria
- Comuni della Campania
- Comuni dell'Emilia-Romagna
- Comuni del Friuli-Venezia Giulia
- Comuni del Lazio
- Comuni della Liguria
- Comuni della Lombardia
- Comuni delle Marche
- Comuni del Molise
- Comuni del Piemonte
- Comuni della Puglia
- Comuni della Sardegna
- Comuni della Sicilia
- Comuni della Toscana
- Comuni del Trentino-Alto Adige
- Comuni dell'Umbria
- Comuni della Valle d'Aosta
- Comuni del Veneto

## Elenco dei comuni per provincia
Un elenco dei comuni per ciascuna provincia è disponibile nelle voci sulle singole province italiane.

## Elenco dei comuni ordinati secondo dati statistici
- Comuni d'Italia per popolazione
- Comuni d'Italia per superficie
- Comuni d'Italia per densità di popolazione